# Towcester
Towcester (prononcé [ˈtoʊstər]) est une ville et une paroisse civile du Northamptonshire, en Angleterre. Elle est située dans l'autorité unitaire du West Northamptonshire, sur la rivière Tove (en), à 13 km au sud-ouest de la ville de Northampton. Au moment du recensement de 2011, elle comptait 9 252 habitants.
À l'époque romaine, elle est connue sous le nom de Lactodurum. Elle est traversée par la voie romaine de Watling Street. Son nom actuel vient du vieil anglais Tófe-ceaster, « fort romain sur la Tove ».